# 16563 Ob
16563 Ob este un asteroid din centura principală de asteroizi.

## Descriere
16563 Ob este un asteroid din centura principală de asteroizi. A fost descoperit pe 30 ianuarie 1992 la Observatorul La Silla de Eric Walter Elst. Asteroidul prezintă o orbită caracterizată de o semiaxă mare de 3,13 ua, o excentricitate de 0,10 și o înclinație de 12,5° în raport cu ecliptica.